# Ян Буліс
Ян Буліс (чеськ. Jan Bulis; нар. 18 березня 1978, Пардубиці, ЧССР) — чеський хокеїст, центральний/лівий нападник.
Вихованець хокейної школи ХК «Пардубиці». Виступав за «Баррі Кольтс» (ОХЛ), «Кінгстон Фронтенакс» (ОХЛ), «Портленд Пайретс» (АХЛ), «Вашингтон Кепіталс», «Цинциннаті Сайклонс» (ІХЛ), «Монреаль Канадієнс», ХК «Пардубиці», «Ванкувер Канакс», «Атлант» (Митищі), «Трактор» (Челябінськ).
У чемпіонатах НХЛ — 552 матчі (96+149), у турнірах Кубка Стенлі — 35 матчів (3+3).
У складі національної збірної Чехії учасник зимових Олімпійських ігор 2006 (8 матчів, 0+0), учасник чемпіонату світу 2006 (9 матчів, 0+0).
Досягнення
- Бронзовий призер зимових Олімпійських ігор (2006)
- Срібний призер чемпіонату світу (2006)
- Чемпіон Чехії (2005).